# Poslednij bogatyr: Poslannik tmy
Poslednij bogatyr: Poslannik tmy (russisk: Последний богатырь: Посланник тьмы) er en russisk spillefilm fra 2021 af Dmitrij Djatjenko.

## Medvirkende
- Viktor Khorinjak som Ivan Ilitj Muromets
- Mila Sivatskaja som Vasilisa
- Elena Jakovleva som Jaga
- Konstantin Lavronenko som Kosjjej
- Sergej Burunov som Vodjanoj